# اوجاتسی (ترستنیک)
اوجاتسی (به صربی: Odžaci) یک منطقهٔ مسکونی در صربستان است که در Trstenik Municipality واقع شده‌است. اوجاتسی ۱٬۵۶۲ نفر جمعیت دارد.